# DEPO2015

DEPO2015 in Pilsen

Das DEPO2015 ist ein Kultur- und Kreativzentrum im tschechischen Pilsen, das im Rahmen des Projektes „Pilsen – Kulturhauptstadt Europas 2015“ auf dem Areal des ehemaligen Straßenbahndepots des Pilsener Verkehrsbetriebes errichtet wurde.

## Geschichte des Areals
Die Geschichte des Komplexes reicht zurück auf eine 1869 dort unter Leitung des Chemikers Hugo Jelínek errichtete Zuckerfabrik. Nach deren Zusammenbruch wurde das ursprüngliche Haus zum Kochen der Rohstoffe für die ab Ende des 19. Jahrhunderts verkehrende Straßenbahn Pilsens als Straßenbahndepot genutzt. 1929 wurde das Areal um weitere Stellflächen erweitert und 1934 mit einem großen Werkstattgebäude ergänzt. Bis Herbst 2014 wurde das Gelände von den Verkehrsbetrieben genutzt.

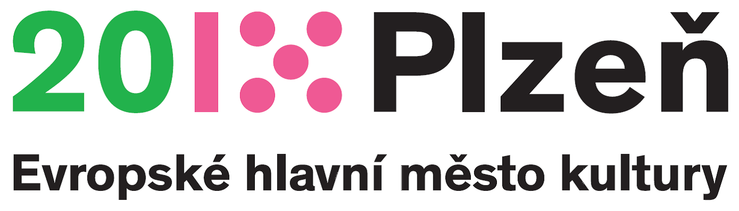
Logo „Pilsen – Kulturhauptstadt Europas 2015“

Die offizielle Eröffnung der „Kreativzone DEPO2015“ als zentraler „Pilsen – Kulturhauptstadt Europas 2015“-Ausstellungsort erfolgte mit einem Konzert am 24. April 2015. 2015, im ersten Jahr seines Bestehens, verbuchte der Komplex 115.000 Besucher. Neben der Nutzung als Veranstaltungsgelände bietet das DEPO2015 unter anderem Flächen für Hightech-Start-ups und Kreativwerkstätten.